# Ole Vig Jensen
 For alternative betydninger, se Ole Jensen. (Se også artikler, som begynder med Ole Jensen)
Ole Vig Jensen (født 17. maj 1936, død 22. marts 2016) var en dansk politiker og minister fra Radikale Venstre. Han havde en civil baggrund som lærer.
Ole Vig Jensen blev født i Frederikssund, som søn af førstelærer Olaf Vig Jensen og Kamilla Jensen.
Han var folketingsmedlem for Radikale Venstre, indvalgt i Vestsjællands Amtskreds fra 21. september 1971 – 3. december 1973, og fra 1. oktober 1978 – 10. marts 1998. Han fik flere ministerposter i sin karriere:
- Kulturminister i Regeringen Poul Schlüter III (KVR-regeringen) fra 3. juni 1988 til 18. december 1990
- Undervisningsminister i Regeringen Poul Nyrup Rasmussen I fra 25. januar 1993 til 27. september 1994
- Undervisningsminister i Regeringen Poul Nyrup Rasmussen II fra 27. september 1994 til 30. december 1996
- Undervisnings- og kirkeminister i Regeringen Poul Nyrup Rasmussen III fra 30. december 1996 til 23. marts 1998

Ole Vig Jensen var minister, da Tvind-loven, som Højesteret fandt i strid med Grundloven, blev vedtaget.
Ole Vig Jensen døde den 22. marts 2016 i en alder af 79 år.